# Devil Lady
Devil Lady (яп. デビルマンレディー: дебіруман реді, англ. Devilman Lady або Devil Lady) — манґа за авторством Наґая Ґо, та аніме-серіал за ідентичною назвою, але повністю з власним сюжетом, де від оригінальної манґи залишилися лише ім'я деяких персонажів. Прем'єру аніме-серіалу було трансльовано на телемережі MBS TV з 10 жовтня 1998 по 9 травня 1999

## Сюжет аніме

### Манга
Історія відбувається в Японії після подій Devilman. Джюн Фудо — вчителька, яка повинна виховувати свого молодшого брата, поки їхній батько перебуває у відрядженні в США. Разом зі своїми учнями вона їде на екскурсію в інше місто. Під час подорожі їй починають снитися кошмари. Незабаром все відбувається наяву: група демонів, майстрів бойових мистецтв у людській формі, вирішують зґвалтувати Джюн та інших учениць-дівчаток, вбивши учнів-хлопчиків. Джюн відчуває, як розривається її душа, і сама перетворюється на демона — атакує і вбиває інших демонів, захищаючи учениць. Раптом з'являється жінка на ім'я Лан Аска і каже, що саме вона пробудила демона в Джюн. Останні події і раптова поява батька тільки заплутують дівчину ще більше. Професор Фудо розповідає, що в нетрях ось уже давно відбувається дивне явище: чоловіки там перетворюються на демонів і ґвалтують жінок, потім з'їдають їх, переймаючи їхню пам'ять і досвід життя. Професор Фудо не вірить, що трансформація — це щось надприродне, а навпаки — наступний етап еволюції людини або ж «природний спосіб боротьби з перенаселенням людства». Тепер Джюн одна з демонів і повинна боротися на боці людей проти нових демонів та інших монстрів.

### Аніме
Джюн Фудо — красива фотомодель, яка має свою армію фанатів. Але в ній приховані гени, які стануть наступним кроком в еволюції людства. Одного разу вночі на неї нападає гігантська вовкоподібна істота, але в ній прокидаються приховані гени і вона перетворюється на диявола і знищує монстра. Її беруть в таємничу організацію по боротьбі з нечистю. Там їй пояснюють, що з незрозумілих причин, ймовірно генетичних, багато людей перетворюються на демонів, але мало хто зберігає розум, як Джюн. Такі тварини починають полювати на людей і пожирати їх. Відтепер Джюн повинна боротися з нечистю і якомога довше контролювати свою диявольську сутність. Пізніше кількість демонів зростає до такої міри, що Токіо оголошує карантин і відправляє «чистих» людей в спеціальну зону, а всіх демонів залишає в занедбаній зоні напризволяще. Однак і серед демонів дуже багато тих, хто зберігає розум і намагаються потрапити в чисту зону. Пізніше для таких демонів починають будувати особливі концентраційні табори, де з ними поводяться як зі худобою, і часом вони піднімають бунти. В кінці справедливість перемагає і таких демонів зрівнюють у правах з людьми, дозволяючи селитися з ними поруч.
При створенні серіалу багато персонажів були змінені: так, в оригіналі вони були більш сексуальними і агресивними. У манзі дуже багато сцен приділялося зґвалтуванням, тортурам і розчленуванням, вона більш кривава. Також майже повністю змінений сам основний сюжет, з оригінальної манги були залишені лише Джюн і Лан Аска.

## Перелік персонажів аніме
Фудо Джюн (яп. 不動 ジュン Фудо Дзюн) — головна героїня серіалу, прекрасна і знаменита фотомодель з Токіо. Таємнича жінка Лан Асука зіштовхує її з перевертнем. Щоб врятувати своє життя, Джюн пробуджує в собі демона і знищує монстра. Пізніше вона приєднується до таємної організації, щоб знищувати всіх людей, які перетворилися на демонів. Підкоряється Асці. У житті вона дуже тиха і боязка людина, яка завжди прагне уникнути зайвих соціальних контактів, але зі своїм менеджером спілкується відкрито і дружить з моделлю Кадзумі. До кінця історії стає все більш незалежною. У Джюн таке ж прізвище, як і у головного героя манги Devilman. Всередині Джюн живе її альтер его демона, повна протилежність людської сутності — невблаганна, агресивна. Вночі бачить добре і відчуває людей. Величезна сила дозволяє їй гнути залізні палиці без особливих зусиль. Може також генерувати електричні розряди і миттєво знищувати свою ціль. У вигляді диявола її волосся приймає форму крил, тіло стає сильним і на ньому з'являються сині смуги. При вивільненні повної сили леді-диявол може прийняти гігантські форми і битися з Кайджю, в такій формі вона все ще здатна зберігати свій розум. Після битви з Аскою та виганяє її в пекло, і Джюн вбирає в себе всю енергію демонів пекла. В кінці історії, після перемоги над Лан, втрачає руки.
- Сейю — Івао Дзюнко

Аска Лан (яп. アスカ 蘭 Асука Ран) — член таємної організації. Вона також високопоставлена чиновниця. Агресивна, холодна і владна жінка, яка не піклується про підлеглих, але при цьому намагається забезпечити безпеку Джюн. Пізніше з'ясовується, що вона інтерсекс-людина і раніше представлялася чоловіком. Одного разу батько Аски став першою людиною, яка перетворилася на демона, і спробував вбити свою дитину. Тепер Аска вважає, що настала нова ера людства і люди повинні вирішити, чи стануть вони вищими істотами, чи опустяться до рівня звірів. Тому Лан почала полювати на демонів. Ненавидить Джюн, але пізніше закохується в неї і ґвалтує. Аска, ввібравши таким чином енергію диявола, перетворюється на істоту, схожу на ангела. При повному вивільненні сили перетворюється на гігантську золоту гарпію. Може генерувати електрику і стріляти з рук кульовими блискавками. Оголошує себе Божим Дитям.
- Сейю — Сімамура Каору

## Перелик епізодів аніме
| #  | українська назва японська назва | дата показу       |
| -- | ------------------------------- | ----------------- |
| 01 | «Звір» (яп. 獣)                 | 11 жовтня 1998    |
| 02 | «Кров» (яп. 血)                 | 18 жовтня 1998    |
| 03 | «Крила» (яп. 翼)                | 25 жовтня 1998    |
| 04 | «Сім'я» (яп. 胚)                | 1 листопада 1998  |
| 05 | «Акула» (яп. 鮫)                | 8 листопада 1998  |
| 06 | «Кішка» (яп. 猫)                | 15 листопада 1998 |
| 07 | «Туман» (яп. 霧)                | 22 листопада 1998 |
| 08 | «ворог» (яп. 敵)                | 29 листопада 1998 |
| 09 | «Очі» (яп. 眼)                  | 6 грудня 1998     |
| 10 | «Вогні» (яп. 炎)                | 13 грудня 1998    |
| 11 | «Коробка» (яп. 箱)              | 20 грудня 1998    |
| 12 | «Обличчя» (яп. 顔)              | 10 січня 1999     |
| 13 | «Мотузка» (яп. 縄)              | 17 січня 1999     |
| 14 | «Дім» (яп. 家)                  | 24 січня 1999     |
| 15 | «Ворони» (яп. 鴉)               | 31 січня 1999     |
| 16 | «Голос» (яп. 聲)                | 7 лютого 1999     |
| 17 | «Голод» (яп. 飢)                | 14 лютого 1999    |
| 18 | «Тіло» (яп. 軀)                 | 21 лютого 1999    |
| 19 | «Кайдани» (яп. 枷)              | 28 лютого 1999    |
| 20 | «Трупи» (яп. 骸)                | 7 березня 1999    |
| 21 | «Знаки» (яп. 印)                | 21 березня 1999   |
| 22 | «Бажання» (яп. 願)              | 11 квітня 1999    |
| 23 | «Життя» (яп. 命)                | 18 квітня 1999    |
| 24 | «Серце» (яп. 心)                | 25 квітня 1999    |
| 25 | «Бог» (яп. 神)                  | 2 травня 1999     |
| 26 | «Людина» (яп. 人)               | 9 травня 1999     |